# Ivo Karlović
Ivo Karlović [ǐːv̞ɔ kâːrlɔv̞itɕ] (* 28. Februar 1979 in Zagreb, SR Kroatien, SFR Jugoslawien) ist ein ehemaliger kroatischer Tennisspieler.

## Karriere
Karlović gewann auf der ATP Tour acht Titel: 2007 in Houston auf Sand, 2007 und 2008 in Nottingham auf Rasen, 2007 in Stockholm, 2013 in Bogotá und 2015 in Delray Beach auf Hartplatz. 2016 gewann er außerdem in Houston und Los Cabos. Zudem erreichte er 2009 das Viertelfinale von Wimbledon. Im Doppel gelang ihm bislang mit Partner Chris Haggard ein Turniersieg in Memphis im Jahr 2006. Einen weiteren Achtungserfolg erzielte er 2008 im Achtelfinale des Masters-Turnier von Cincinnati, als er den damaligen Weltranglistenersten Roger Federer in einem Dreisatzmatch (7:65, 4:6, 7:66) bezwingen konnte; dies ist der bislang einzige Sieg in 14 Aufeinandertreffen mit dem Schweizer.
Im Februar 2010 erreichte er das Finale in Delray Beach. Er verlor dieses aber gegen Ernests Gulbis in zwei Sätzen mit 2:6 und 3:6. Bei den BNP Paribas Open 2011 erreichte Karlović das Viertelfinale, wo er gegen Rafael Nadal in drei Sätzen verlor.
Ivo Karlović ist mit einer Körpergröße von 2,11 Metern neben dem ebenso großen Reilly Opelka und vor dem 2,08 m großen John Isner der größte Tennisspieler, der jemals unter den Top 100 der Weltrangliste stand. Seine stärkste Waffe ist der Aufschlag, mit welcher er auch mehrere Rekorde aufstellte: im Jahr 2009 gegen Lleyton Hewitt in der ersten Runde der French Open schlug er 55 Asse, verlor aber das Match. Im Halbfinale des Davis Cup 2009 gegen Radek Štěpánek servierte er 78 Asse (7:65, 6:75, 6:76, 7:62, 14:16); das Match dauerte fast sechs Stunden. Am 24. Juni 2010 wurde dieser Rekord von John Isner überboten: Im bisher längsten Tennismatch der Geschichte gegen Nicolas Mahut schlug Isner 112 Asse, Mahut 103. Ab dem 5. März 2011 hielt Karlović den Rekord für den schnellsten Aufschlag: In der Davis-Cup-Doppel-Partie gegen Deutschland (an der Seite von Ivan Dodig) schlug er einen Service-Winner mit 251,4 km/h und löste damit Andy Roddick (249,4 km/h) als Rekordhalter ab. Im Mai 2012 gab Karlović den Weltrekord für den schnellsten Aufschlag an Samuel Groth ab, der mit 263 km/h den Aufschlag Karlovićs um 11,6 km/h übertraf.

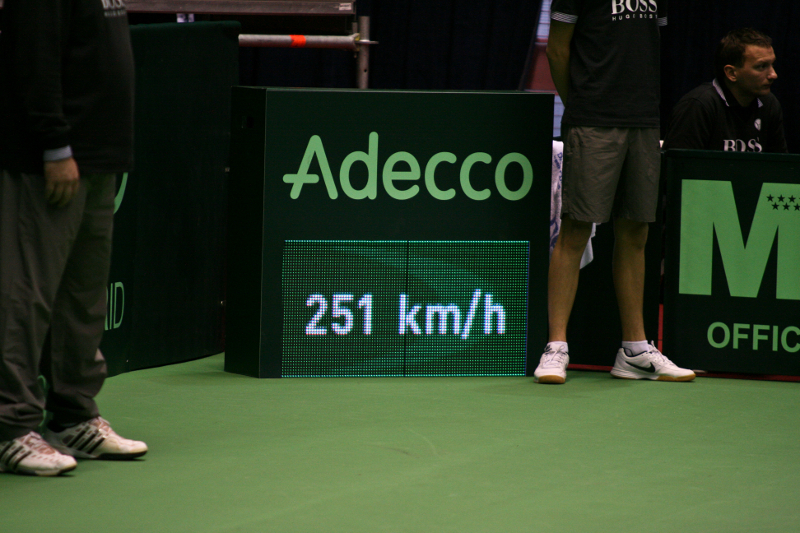
Geschwindigkeitsanzeige nach dem Weltrekordaufschlag beim Davis-Cup-Spiel in Zagreb gegen Deutschland

 Im Frühjahr 2013 wurde bei Karlović eine virale Meningitis festgestellt, die starke Symptome zeigte und ihn mehrere Wochen daran hinderte, bei Turnieren zu spielen oder auch nur zu trainieren. Nach dieser krankheitsbedingten Auszeit feierte Karlović ein gelungenes Comeback auf die Tour: beim Turnier in Bogotá konnte er nach über fünf Jahren wieder einen Titel auf ATP-Ebene gewinnen; im Finale schlug er Alejandro Falla. Karlović musste im ganzen Turnierverlauf keinen Satz abgeben und verlor keines seiner Aufschlagspiele.
Seit 2000 spielt Ivo Karlović für die kroatische Davis-Cup-Mannschaft. Mit dieser gewann er 2005 den Davis Cup, als er im Halbfinale gegen Russland zum Einsatz kam.
Vom 8. Oktober 2015 bis zum 1. Juli 2022 war er Weltrekordhalter für die meisten geschlagenen Asse. Im Spiel gegen Pablo Cuevas erzielte er 26 Asse und überholte damit den bisherigen Rekordhalter Goran Ivanišević, der im Laufe seiner Karriere 10.243 Asse schlug. Bis 2021 hatte er 13.728 Asse geschlagen. 2022 wurde er von John Isner überholt.
2021 gab er bekannt, nach den US Open 2021 aller Voraussicht nach seine Karriere zu beenden. Nach der Erstrundenniederlage dort gegen Richard Gasquet hing er im Oktober noch die Qualifikation des Masters in Indian Wells dran, wo er in der zweiten Runde ausschied. Seitdem nahm er an keinem Turnier mehr teil und bestätigte schließlich im Februar 2024 offiziell sein Karriereende.

## Erfolge
| Legende (Anzahl der Siege)                     |
| Grand Slam                                     |
| Tennis Masters Cup ATP World Tour Finals       |
| ATP Masters Series ATP World Tour Masters 1000 |
| ATP Tour 500 International Series Gold         |
| ATP Tour 250 International Series (10)         |
| ATP Challenger Tour (6)                        |

| Titel nach Belag |
| Hartplatz (5)    |
| Sand (1)         |
| Rasen (4)        |

### Einzel

#### Turniersiege

##### ATP World Tour
| Nr. | Datum            | Turnier        | Belag         | Finalgegner       | Ergebnis          |
| --- | ---------------- | -------------- | ------------- | ----------------- | ----------------- |
| 1.  | 9. April 2007    | Houston        | Sand          | Mariano Zabaleta  | 6:4, 6:1          |
| 2.  | 18. Juni 2007    | Nottingham (1) | Rasen         | Arnaud Clément    | 5:7, 6:4, 7:5     |
| 3.  | 14. Oktober 2007 | Stockholm      | Hartplatz (i) | Thomas Johansson  | 6:3, 3:6, 6:1     |
| 4.  | 21. Juni 2008    | Nottingham (2) | Rasen         | Fernando Verdasco | 7:5, 6:74, 7:68   |
| 5.  | 21. Juli 2013    | Bogotá         | Hartplatz     | Alejandro Falla   | 6:3, 7:64         |
| 6.  | 22. Februar 2015 | Delray Beach   | Hartplatz     | Donald Young      | 6:3, 6:3          |
| 7.  | 17. Juli 2016    | Newport        | Rasen         | Gilles Müller     | 6:72, 7:65, 7:612 |
| 8.  | 14. August 2016  | Los Cabos      | Hartplatz     | Feliciano López   | 7:65, 6:2         |

##### ATP Challenger Tour
| Nr. | Datum            | Turnier    | Belag         | Finalgegner     | Ergebnis         |
| --- | ---------------- | ---------- | ------------- | --------------- | ---------------- |
| 1.  | 1. Dezember 2001 | Urbana     | Hartplatz (i) | Robby Ginepri   | 6:4, 7:65        |
| 2.  | 10. August 2003  | Binghamton | Hartplatz     | Nicolas Thomann | 7:66, 6:76, 7:64 |
| 3.  | 17. August 2003  | Bronx      | Hartplatz     | Dmitri Tursunow | 6:3, 6:3         |
| 4.  | 11. April 2004   | Calabasas  | Hartplatz     | Alex Bogomolow  | 7:63, 6:3        |
| 5.  | 9. Oktober 2011  | Sacramento | Hartplatz     | James Blake     | 6:4, 3:6, 6:4    |
| 6.  | 16. Oktober 2011 | Tiburon    | Hartplatz     | Sam Querrey     | 6:72, 6:1, 6:4   |
| 7.  | 21. Oktober 2018 | Calgary    | Hartplatz (i) | Jordan Thompson | 7:63, 6:3        |

#### Finalteilnahmen
| Nr. | Datum            | Turnier          | Belag         | Finalgegner           | Ergebnis         |
| --- | ---------------- | ---------------- | ------------- | --------------------- | ---------------- |
| 1.  | 23. Juni 2005    | Queen’s Club     | Rasen         | Andy Roddick          | 6:77, 6:74       |
| 2.  | 18. Februar 2007 | San José         | Hartplatz     | Andy Murray           | 7:63, 4:6, 6:72  |
| 3.  | 28. Februar 2010 | Delray Beach     | Hartplatz     | Ernests Gulbis        | 2:6, 3:6         |
| 4.  | 16. Februar 2014 | Memphis          | Hartplatz (i) | Kei Nishikori         | 4:6, 6:70        |
| 5.  | 24. Mai 2014     | Düsseldorf       | Sand          | Philipp Kohlschreiber | 2:6, 6:74        |
| 6.  | 13. Juli 2014    | Newport (1)      | Rasen         | Lleyton Hewitt        | 3:6, 7:64, 6:73  |
| 7.  | 20. Juli 2014    | Bogotá           | Hartplatz     | Bernard Tomic         | 6:75, 6:3, 6:74  |
| 8.  | 19. Juli 2015    | Newport (2)      | Rasen         | Rajeev Ram            | 6:75, 7:5, 6:72  |
| 9.  | 25. Juli 2016    | Washington, D.C. | Hartplatz     | Gaël Monfils          | 7:5, 6:76, 4:6   |
| 10. | 18. Juni 2017    | ’s-Hertogenbosch | Rasen         | Gilles Müller         | 6:75, 6:74       |
| 11. | 5. Januar 2019   | Pune             | Hartplatz     | Kevin Anderson        | 6:74, 7:62, 6:75 |

### Doppel

#### Turniersiege
| Nr. | Datum            | Turnier          | Belag     | Partner       | Finalgegner                         | Ergebnis         |
| --- | ---------------- | ---------------- | --------- | ------------- | ----------------------------------- | ---------------- |
| 1.  | 20. Februar 2006 | Memphis          | Hartplatz | Chris Haggard | James Blake Mardy Fish              | 0:6, 7:5, [10:5] |
| 2.  | 13. Juni 2015    | ’s-Hertogenbosch | Rasen     | Łukasz Kubot  | Pierre-Hugues Herbert Nicolas Mahut | 6:2, 7:69        |

#### Finalteilnahmen
| Nr. | Datum         | Turnier      | Belag     | Partner              | Finalgegner                          | Ergebnis         |
| --- | ------------- | ------------ | --------- | -------------------- | ------------------------------------ | ---------------- |
| 1.  | 23. Juli 2007 | Indianapolis | Hartplatz | Teimuras Gabaschwili | Juan Martín del Potro Travis Parrott | 6:3, 2:6, [6:10] |

## Grand-Slam- und Jahres-Bilanz

### Einzel
| Turnier1                   | 2021 | 2020  | 2019  | 2018  | 2017  | 2016  | 2015  | 2014  | 2013  | 2012  | 2011  | 2010 | 2009  | 2008  | 2007  | 2006  | 2005  | 2004  | 2003 | 2002 | 2001 | 2000 | 1999 | 1998 | Gesamt  |
| -------------------------- | ---- | ----- | ----- | ----- | ----- | ----- | ----- | ----- | ----- | ----- | ----- | ---- | ----- | ----- | ----- | ----- | ----- | ----- | ---- | ---- | ---- | ---- | ---- | ---- | ------- |
| Australian Open            | –    | 2R    | 2R    | 3R    | 3R    | 1R    | 2R    | 1R    | 1R    | 3R    | 1R    | AF   | 2R    | 3R    | 1R    | 1R    | 1R    | 2R    | –    | –    | –    | –    | –    | –    | AF      |
| French Open                | –    | –     | 2R    | 1R    | 2R    | 3R    | 1R    | 3R    | –     | 1R    | 1R    | –    | 1R    | 1R    | 2R    | 2R    | 1R    | 1R    | –    | –    | –    | –    | –    | –    | 3R      |
| Wimbledon                  | –    | n. a. | 2R    | 2R    | 1R    | 2R    | AF    | 1R    | –     | 2R    | 2R    | –    | VF    | 1R    | 1R    | 1R    | 1R    | AF    | 3R   | –    | –    | –    | –    | –    | VF      |
| US Open                    | 1R   | 1R    | 1R    | –     | 1R    | AF    | 2R    | 2R    | 2R    | 1R    | 3R    | –    | 1R    | 3R    | 1R    | 1R    | 2R    | 1R    | 3R   | –    | –    | –    | –    | –    | 3R      |
| Gewonnene Einzel-Titel     | 0    | 0     | 0     | 0     | 0     | 2     | 1     | 0     | 1     | 0     | 0     | 0    | 0     | 1     | 3     | 0     | 0     | 0     | 0    | 0    | 0    | 0    | 0    | 0    | 8       |
| Gesamt-Siege/-Niederlagen2 | 2:4  | 1:4   | 11:15 | 11:16 | 16:20 | 32:24 | 38:25 | 36:28 | 15:13 | 16:17 | 16:21 | 17:9 | 23:23 | 31:26 | 43:21 | 17:19 | 17:23 | 18:26 | 9:7  | 1:4  | 0:1  | 2:0  | 0:0  | 0:0  | 371:346 |
| Jahresendposition          | 273  | 147   | 95    | 100   | 80    | 20    | 23    | 27    | 77    | 97    | 56    | 73   | 37    | 25    | 22    | 99    | 72    | 59    | 74   | 175  | 231  | 299  | –    | –    | N/A     |

Zeichenerklärung: S = Turniersieg; F, HF, VF, AF = Einzug ins Finale / Halbfinale / Viertelfinale / Achtelfinale; 1R, 2R, 3R = Ausscheiden in der 1. / 2. / 3. Hauptrunde bzw. Q1, Q2, Q3 = Ausscheiden in der 1. / 2. / 3. Qualifikationsrunde
1 Turnierresultat in Klammern bedeutet, dass der Spieler das Turnier noch nicht beendet hat; es zeigt seinen aktuellen Turnierstatus an. Nachdem der Spieler das Turnier beendet hat, wird die Klammer entfernt.